# Rigney
Rigney é uma comuna francesa na região administrativa de Borgonha-Franco-Condado, no departamento de Doubs. Estende-se por uma área de 9,58 km². Em 2010 a comuna tinha 403 habitantes (densidade: 42,1 hab./km²).